# Crnac (Sziszek)
Crnac (1910 és 1931 között Mošćenički Crnac) falu Horvátországban, Sziszek-Monoszló megyében. Közigazgatásilag Sziszekhez tartozik.

## Fekvése
Sziszek délkeleti szomszédságában, azzal teljesen egybeépülve, a Száva jobb partján fekszik.

## Története
A település neve 1244-ben „terra Vatychernewz”, majd 1245-ben „possessio Chernectu”, 1253-ban pedig „possessio Chernehtium” néven tűnik fel az első írásos forrásokban.  A zágrábi káptalan sziszeki uradalmához tartozott. A további évszázadokban általában osztozott a szomszédos Sziszek sorsában. A 16. században a török teljesen lerombolta és csak a török veszély elmúltával a 17. század közepén telepítették be. 1773-ban az első katonai felmérés térképén „Dorf Chernecz” néven szerepel. 1857-ben 193, 1910-ben 260 lakosa volt. A 20. század első éveiben a kilátástalan gazdasági helyzet miatt sokan vándoroltak ki a tengerentúlra. 1918-ban az új szerb-horvát-szlovén állam, majd később Jugoszlávia része lett.
A második világháború idején a Független Horvát Állam része volt. 1945. május 7-én a Sziszeket elfoglaló partizánok a falu határában végeztek ki és dobtak a Szávába 114, a városi kórházban talált sebesült és beteg horvát katonát. Közülük csak kettőnek sikerült túlélnie a borzalmakat. A háború után a béke időszaka köszöntött a településre. Enyhült a szegénység és sok ember talált munkát a közeli városban. Lakossága is dinamikusan növekedett. A falu 1991. június 25-én a független Horvátország része lett. A délszláv háború idején a közelében délre, Donje Komarovónál húzódott a sziszeki horvát védővonal. A védelmi harcokban sok crnaci is részt vett, nekik köszönhetően a falu mindvégig horvát kézen maradt. 2011-ben 545 lakosa volt.

## Népesség
| Lakosság változása | Lakosság változása | Lakosság változása | Lakosság változása | Lakosság változása | Lakosság változása | Lakosság változása | Lakosság változása | Lakosság változása | Lakosság változása | Lakosság változása | Lakosság változása | Lakosság változása | Lakosság változása | Lakosság változása | Lakosság változása |
| ------------------ | ------------------ | ------------------ | ------------------ | ------------------ | ------------------ | ------------------ | ------------------ | ------------------ | ------------------ | ------------------ | ------------------ | ------------------ | ------------------ | ------------------ | ------------------ |
| 1857               | 1869               | 1880               | 1890               | 1900               | 1910               | 1921               | 1931               | 1948               | 1953               | 1961               | 1971               | 1981               | 1991               | 2001               | 2011               |
| 193                | 159                | 200                | 243                | 307                | 260                | 258                | 296                | 0                  | 0                  | 0                  | 0                  | 0                  | 0                  | 710                | 545                |

(1948 és 1991 között Sziszek városrésze volt.)

## Nevezetességei
- Mihály arkangyal tiszteletére szentelt római katolikus kápolnája 1995-ben épült.
- A honvédő háború hőseinek emléktáblája az elemi iskola falán.

## Kultúra
A település kulturális életének irányítója a 2003-ban alapított „KUD Sava Crnac” kulturális és művészeti egyesület, melynek ma énekkara és tamburazenekara működik.